# Nati nel 1820

## Gennaio(32)
- 2 gennaio - Theodōros Dīligiannīs, politico greco († 1905)
- 5 gennaio - James Maitland Balfour, politico scozzese († 1856)
- 7 gennaio - Pietro Caraciotti, politico italiano († 1891)
- 10 gennaio - Neville Bowles Chamberlain, militare britannico († 1902)
- 10 gennaio - Louisa Lane Drew, attrice teatrale e impresaria teatrale inglese († 1897)
- 11 gennaio - Enrico Cosenz, militare e politico italiano († 1898)
- 12 gennaio - Jean-Edmond Laroche-Joubert, politico e imprenditore francese († 1884)
- 14 gennaio - Domenico Perrero, letterato e storico italiano († 1899)
- 15 gennaio - Théodore Bachelet, lessicografo, bibliografo e musicologo francese († 1879)
- 16 gennaio - David Bustill Bowser, pittore statunitense († 1900)
- 16 gennaio - Johannes Rebmann, missionario e esploratore tedesco († 1876)
- 16 gennaio - Pierre Louis Rouillard, scultore francese († 1881)
- 17 gennaio - Anne Brontë, scrittrice britannica († 1849)
- 17 gennaio - Francesco Bartolomeo Savi, politico italiano († 1865)
- 20 gennaio - Alexandre-Émile Béguyer de Chancourtois, geologo francese († 1886)
- 20 gennaio - Anne Clough, attivista e educatrice britannica († 1892)
- 20 gennaio - Wilhelm Paul Corssen, filologo classico tedesco († 1875)
- 21 gennaio - Egide Walschaerts, ingegnere meccanico belga († 1901)
- 22 gennaio - Hermann Lingg, poeta e romanziere tedesco († 1905)
- 22 gennaio - James Hutchison Stirling, filosofo inglese († 1909)
- 23 gennaio - Aleksandr Nikolaevič Serov, compositore e critico musicale russo († 1871)
- 24 gennaio - Hamengkubuwono V, sovrano indonesiano († 1855)
- 24 gennaio - Henry Jarvis Raymond, giornalista e politico statunitense († 1869)
- 24 gennaio - Feliks Nikolaevič Sumarokov-Ėl'ston, generale russo († 1877)
- 25 gennaio - Alexander Beresford Hope, politico britannico († 1887)
- 26 gennaio - Heinrich von Littrow, cartografo e scrittore austriaco († 1895)
- 27 gennaio - Juan Crisóstomo Falcón, politico venezuelano († 1870)
- 28 gennaio - Vincenzo Fuxa, patriota e militare italiano († 1903)
- 28 gennaio - Vilhelm Pedersen, illustratore danese († 1859)
- 28 gennaio - Karl von Prantl, filologo, filosofo e logico tedesco († 1888)
- 29 gennaio - Carl Giskra, politico austriaco († 1879)
- 31 gennaio - Francesco Sangalli, compositore italiano († 1892)

## Febbraio(36)
- 2 febbraio - Joseph Latour von Thurmburg, generale austriaco († 1903)
- 2 febbraio - Lodovico Melzi d'Eril, nobile e imprenditore italiano († 1886)
- 3 febbraio - Luigi Trombetta, cardinale italiano († 1900)
- 4 febbraio - Alphonse Bernoud, fotografo francese († 1889)
- 4 febbraio - Božena Němcová, scrittrice ceca († 1862)
- 5 febbraio - Balwant Singh di Bharatpur, indiana († 1853)
- 5 febbraio - Tommaso Celesia di Vegliasco, politico italiano († 1892)
- 5 febbraio - Alois von Brinz, giurista e politico tedesco († 1887)
- 6 febbraio - Thomas C. Durant, imprenditore statunitense († 1885)
- 8 febbraio - William Tecumseh Sherman, generale, dirigente d'azienda e educatore statunitense († 1891)
- 8 febbraio - Luigi Soldo, generale e patriota italiano († 1874)
- 11 febbraio - Dominique Pierrat, naturalista e ornitologo francese († 1893)
- 12 febbraio - Giovan Battista Castellani, avvocato, giurista e politico italiano († 1877)
- 12 febbraio - José Olallo Valdés, religioso cubano († 1889)
- 13 febbraio - Béla Kéler, compositore e direttore d'orchestra ungherese († 1882)
- 15 febbraio - Susan B. Anthony, saggista statunitense († 1906)
- 15 febbraio - Arvid Posse, politico svedese († 1901)
- 17 febbraio - Elzéar-Alexandre Taschereau, cardinale e arcivescovo cattolico canadese († 1898)
- 17 febbraio - Henri Vieuxtemps, violinista e compositore belga († 1881)
- 18 febbraio - Alexandre Schoenewerk, scultore francese († 1885)
- 19 febbraio - Carolina Coronedi Berti, scrittrice italiana († 1911)
- 20 febbraio - Gustave Nadaud, poeta francese († 1893)
- 20 febbraio - Nicola Palizzi, pittore italiano († 1870)
- 21 febbraio - Reinhart Dozy, orientalista olandese († 1883)
- 23 febbraio - Amilcare Anguissola, nobile, militare e politico italiano († 1901)
- 23 febbraio - Jakob Stämpfli, politico svizzero († 1879)
- 25 febbraio - Joseph Marie Piétri, politico francese († 1902)
- 26 febbraio - Andrea Colonna di Stigliano, imprenditore e politico italiano († 1872)
- 26 febbraio - Giuseppe Nuvolari, imprenditore e patriota italiano († 1897)
- 27 febbraio - Bartolomeo Bezzi Castellini, militare e patriota italiano († 1898)
- 27 febbraio - Alessandro La Volpe, pittore italiano († 1887)
- 28 febbraio - Alceste De Lollis, educatore e letterato italiano († 1887)
- 28 febbraio - Elisha Kane, esploratore statunitense († 1857)
- 28 febbraio - John Tenniel, pittore e illustratore britannico († 1914)
- 29 febbraio - Lewis Sayre, chirurgo statunitense († 1900)
- 29 febbraio - Lewis Swift, astronomo statunitense († 1913)

## Marzo(40)
- 1º marzo - Rudolf Buchheim, farmacologo tedesco († 1879)
- 2 marzo - Multatuli, scrittore e aforista olandese († 1887)
- 4 marzo - Francesco Bentivegna, patriota italiano († 1856)
- 4 marzo - Carlo Egon III di Fürstenberg, principe, generale e politico tedesco († 1892)
- 4 marzo - Ludwig von Henk, ammiraglio e politico tedesco († 1894)
- 5 marzo - Leonhard Ennen, archivista e storico tedesco († 1880)
- 6 marzo - Édouard Allou, politico francese († 1888)
- 7 marzo - Théophile Bellando de Castro, notaio, poeta e musicista monegasco († 1903)
- 7 marzo - Emilio Faà di Bruno, militare e marinaio italiano († 1866)
- 11 marzo - Pietro Labriola, compositore e cantante italiano († 1900)
- 11 marzo - Walter Mantell, scienziato e politico neozelandese († 1895)
- 14 marzo - Josef von Ringelsheim, generale austriaco († 1893)
- 14 marzo - Andreas Tunkler, ufficiale e ingegnere austriaco († 1873)
- 14 marzo - Vittorio Emanuele II di Savoia, sovrano italiano († 1878)
- 15 marzo - Giuseppe Brida di Lessolo, politico italiano († 1867)
- 16 marzo - Enrico Tamberlik, tenore italiano († 1889)
- 16 marzo - Cesare Valerio, politico italiano († 1873)
- 17 marzo - Patrick Edward Connor, generale statunitense († 1891)
- 19 marzo - Charles Ferdinand Gambon, avvocato e politico francese († 1887)
- 19 marzo - George May Phelps, inventore statunitense († 1888)
- 19 marzo - Camillo Torreggiani, scultore italiano († 1896)
- 20 marzo - Alexandru Ioan Cuza, nobile rumeno († 1873)
- 20 marzo - Gian Vincenzo Pellicciotti, patriota, poeta e giornalista italiano († 1863)
- 22 marzo - Luigi Basile, patriota, magistrato e politico italiano († 1889)
- 22 marzo - Dionisio V di Costantinopoli, arcivescovo ortodosso greco († 1891)
- 23 marzo - William Greenwell, archeologo e numismatico britannico († 1918)
- 24 marzo - Alexandre Edmond Becquerel, fisico francese († 1891)
- 24 marzo - Federica di Hohenzollern-Sigmaringen, principessa tedesca († 1906)
- 24 marzo - Fanny Crosby, poetessa, compositrice e missionaria statunitense († 1915)
- 25 marzo - Giuseppe Giacomo Battig, pittore italiano († 1852)
- 26 marzo - Carlo Gallozzi, politico e medico italiano († 1903)
- 26 marzo - Francesco Saverio de Mérode, arcivescovo cattolico belga († 1874)
- 27 marzo - Giovanni Fontana, scultore e decoratore italiano († 1893)
- 27 marzo - Edward Augustus Inglefield, ammiraglio e pittore britannico († 1894)
- 27 marzo - Filippo Rossi, poliziotto italiano
- 28 marzo - Pietro Mazza, avvocato, giornalista e politico italiano († 1891)
- 28 marzo - William Howard Russell, giornalista irlandese († 1907)
- 30 marzo - Anna Sewell, scrittrice inglese († 1878)
- 30 marzo - Andrej Sládkovič, poeta, critico letterario e traduttore slovacco († 1872)
- 31 marzo - Cesare Fedele Abbati, francescano e vescovo cattolico italiano († 1915)

## Aprile(25)
- 1º aprile - Guglielmo De Sauget, politico italiano († 1897)
- 1º aprile - Federico Martini, ammiraglio e politico italiano († 1894)
- 2 aprile - Willoughby Weiss, basso e compositore inglese († 1867)
- 4 aprile - Charles Devens, politico e generale statunitense († 1891)
- 6 aprile - William Lewis Manly, scrittore statunitense († 1903)
- 8 aprile - Luigi Guglielmo Cambray-Digny, politico italiano († 1906)
- 9 aprile - Angelo Zanardini, librettista e compositore italiano († 1893)
- 11 aprile - Salvatore Abbate Migliore, giornalista italiano († 1896)
- 11 aprile - Andrea Cesare Paris, patriota italiano († 1875)
- 12 aprile - Emmerich von Thurn und Taxis, nobile, generale e politico boemo († 1900)
- 13 aprile - Mariano Melgarejo, politico boliviano († 1871)
- 15 aprile - Louis-Gaston de Ségur, presbitero francese († 1881)
- 16 aprile - Georg Curtius, glottologo e filologo tedesco († 1885)
- 16 aprile - Victor Puiseux, matematico e astronomo francese († 1883)
- 17 aprile - Luigi Bellotti Bon, attore teatrale e patriota italiano († 1883)
- 17 aprile - Alexander Cartwright, dirigente sportivo statunitense († 1892)
- 17 aprile - Giacomo Lomellino D'Aragona, patriota italiano († 1876)
- 23 aprile - James Sant, pittore inglese († 1916)
- 24 aprile - Luigi Centurini, scacchista e compositore di scacchi italiano († 1900)
- 24 aprile - Antonino Gandolfo Brancaleone, compositore italiano († 1888)
- 24 aprile - Celso Golmayo Zúpide, scacchista cubano († 1898)
- 26 aprile - Alice Cary, poetessa statunitense († 1871)
- 26 aprile - Louis Auguste Rogeard, giornalista e insegnante francese († 1896)
- 27 aprile - Herbert Spencer, filosofo britannico († 1903)
- 30 aprile - Filippo de Blasio, giurista italiano († 1873)

## Maggio(26)
- 1º maggio - Henry Yule, orientalista scozzese († 1889)
- 3 maggio - Vincenzo Vela, scultore e docente svizzero († 1891)
- 4 maggio - Julia Tyler, first lady statunitense († 1889)
- 5 maggio - Vincenzo Tommasini, politico italiano († 1893)
- 6 maggio - Nicola Danzetta, patriota e politico italiano († 1895)
- 6 maggio - Nicola de Simone, vescovo cattolico e teologo italiano († 1895)
- 9 maggio - Charles Nègre, pittore e fotografo francese († 1880)
- 9 maggio - Sergio, religioso russo († 1898)
- 10 maggio - Charles Moore, botanico britannico († 1905)
- 11 maggio - Ferdinando Buonamici, pittore italiano († 1892)
- 12 maggio - Henry Bryant, medico e naturalista statunitense († 1867)
- 12 maggio - Josef Mánes, pittore ceco († 1871)
- 12 maggio - Florence Nightingale, infermiera britannica († 1910)
- 13 maggio - Luigi Pellegrino, politico e giurista italiano († 1883)
- 14 maggio - Thomas Henry Selby, politico statunitense († 1875)
- 14 maggio - Louise-Thérèse de Montaignac de Chauvance, religiosa francese († 1885)
- 17 maggio - Frederick Augustus Genth, mineralogista e chimico tedesco († 1893)
- 17 maggio - Sergej Michajlovič Solov'ëv, storico russo († 1879)
- 21 maggio - Nikolaj Karlovič Girs, politico russo († 1895)
- 22 maggio - Worthington Whittredge, pittore statunitense († 1910)
- 24 maggio - William Chauvenet, astronomo e matematico statunitense († 1870)
- 26 maggio - Katharina Kasper, religiosa tedesca († 1898)
- 26 maggio - Pietro Mori, politico italiano († 1902)
- 27 maggio - Matilde Bonaparte, pittrice francese († 1904)
- 29 maggio - Ernest Slingeneyer, pittore belga († 1894)
- 30 maggio - Lucio Tasca, politico italiano († 1892)

## Giugno(23)
- 1º giugno - Robert Coote, ammiraglio britannico († 1898)
- 1º giugno - Adolf Ebert, filologo e storico della letteratura tedesco († 1890)
- 2 giugno - Pavel Petrovič Vjazemskij, politico, scrittore e storico russo († 1888)
- 4 giugno - Corrado Moncada di Paternò, nobile e politico italiano († 1895)
- 5 giugno - Enrichetta Di Lorenzo, rivoluzionaria e patriota italiana († 1871)
- 7 giugno - Virginia d'Errico, poetessa e scrittrice italiana († 1847)
- 8 giugno - Charles Pierre Henri Rieu, arabista svizzero († 1902)
- 11 giugno - Alexandre Bertrand, archeologo francese († 1902)
- 11 giugno - Louis Veray, scultore francese († 1891)
- 13 giugno - Enrico di Orange-Nassau, ammiraglio olandese († 1879)
- 15 giugno - Claude-Auguste Lamy, chimico francese († 1878)
- 16 giugno - Athanase Josué Coquerel, teologo francese († 1875)
- 17 giugno - Carlo Alberto Radaelli, patriota e militare italiano († 1909)
- 18 giugno - Carlo Bottacco, generale italiano († 1880)
- 21 giugno - Alessandro di Prussia, principe e generale prussiano († 1896)
- 21 giugno - James Orchard Halliwell-Phillipps, bibliografo britannico († 1889)
- 24 giugno - Charles William Lancaster, inventore britannico († 1878)
- 24 giugno - Joaquim Manuel de Macedo, scrittore brasiliano († 1882)
- 25 giugno - Ludwig Binswanger, psichiatra svizzero († 1880)
- 25 giugno - Pomare III, re († 1827)
- 29 giugno - Jules Babick, chimico e attivista polacco († 1902)
- 29 giugno - Paulos Lampros, numismatico greco († 1887)
- 30 giugno - Paolo di Sangro, militare italiano († 1861)

## Luglio(23)
- 2 luglio - Juan N. Méndez, politico messicano († 1894)
- 2 luglio - Léonie d'Aunet, scrittrice, drammaturga e esploratrice francese († 1879)
- 5 luglio - William Rankine, ingegnere e fisico scozzese († 1872)
- 5 luglio - Gaetano Sabatelli, pittore italiano († 1893)
- 6 luglio - Giovanni Maria Berengo, arcivescovo cattolico italiano († 1896)
- 7 luglio - Christian Lechler, farmacista e imprenditore tedesco († 1877)
- 8 luglio - Joseph Albert Alberdingk Thijm, scrittore olandese († 1889)
- 8 luglio - Louis Devedeux, pittore francese († 1874)
- 10 luglio - Luigi Antonio Baruffaldi, politico e avvocato italiano († 1905)
- 10 luglio - Cesare Cerruti, politico italiano († 1905)
- 10 luglio - Moriyama Einosuke, militare e linguista giapponese († 1871)
- 10 luglio - William Robert Taylor, politico statunitense († 1909)
- 11 luglio - Paul von Roth, giurista tedesco († 1892)
- 11 luglio - Friedrich von Spiegel, iranista tedesco († 1881)
- 15 luglio - Rosolino Pilo, patriota italiano († 1860)
- 16 luglio - Annibale Cressoni, giornalista, patriota e impresario teatrale italiano († 1881)
- 17 luglio - Johann Baptist von Weiß, storico, scrittore e docente tedesco († 1899)
- 19 luglio - Francesco Spinelli, politico italiano († 1897)
- 20 luglio - Enrico Crivelli, baritono e basso-baritono italiano
- 22 luglio - Louis Powell Harvey, politico statunitense († 1862)
- 26 luglio - Maria Severa Onofriana, cantante portoghese († 1846)
- 27 luglio - Hubert von Luschka, anatomista tedesco († 1875)
- 28 luglio - Luigi Tanari, politico italiano († 1904)

## Agosto(22)
- 1º agosto - Gaetano Moscuzza, politico italiano († 1909)
- 2 agosto - Georg Emil Libert, pittore danese († 1908)
- 2 agosto - Domenico Tonarelli, politico e prefetto italiano († 1886)
- 2 agosto - John Tyndall, fisico irlandese († 1893)
- 3 agosto - Nikolaj Aleksandrovič Verëvkin, militare russo († 1878)
- 4 agosto - Pellegrino Artusi, scrittore, gastronomo e critico letterario italiano († 1911)
- 4 agosto - Annetta Turrisi Colonna, pittrice italiana († 1848)
- 5 agosto - Mayer Carl von Rothschild, banchiere e politico tedesco († 1886)
- 5 agosto - John Inglis, funzionario britannico († 1894)
- 8 agosto - Julius Stern, docente e compositore tedesco († 1883)
- 14 agosto - Damiano Muoni, storico e numismatico italiano († 1894)
- 19 agosto - Mirko Petrović-Njegoš, militare, diplomatico e poeta montenegrino († 1867)
- 21 agosto - Charles Duverger de Saint-Thomas, politico francese († 1888)
- 22 agosto - Manolache Costache Epureanu, politico rumeno († 1880)
- 23 agosto - Camillo Zancani, patriota italiano († 1888)
- 24 agosto - Jacopo Tomadini, compositore e presbitero italiano († 1883)
- 28 agosto - Giovanni Collina, artista italiano († 1893)
- 29 agosto - Rosalia von Rauch, contessa tedesca († 1879)
- 30 agosto - Édouard Gassier, baritono francese († 1872)
- 30 agosto - Gustave Le Gray, fotografo francese († 1884)
- 31 agosto - Gaspard François Frédéric Le Breton, militare francese († 1881)
- 31 agosto - Carl Fredrik Nyman, botanico svedese († 1893)

## Settembre(24)
- 2 settembre - Augustin Pouyer-Quertier, politico e imprenditore francese († 1891)
- 3 settembre - George Hearst, imprenditore e politico statunitense († 1891)
- 3 settembre - Johan Georg Huber, presbitero svedese († 1886)
- 3 settembre - Bernardo Tanlongo, banchiere italiano († 1896)
- 4 settembre - Tommaso Solari, scultore italiano
- 5 settembre - Alfonso Garovaglio, archeologo italiano († 1905)
- 5 settembre - Christian Louis Heinrich Köhler, pianista e compositore tedesco († 1886)
- 8 settembre - Michele Casaretto, armatore e politico italiano († 1901)
- 9 settembre - Giacomo Zanella, presbitero, poeta e traduttore italiano († 1888)
- 12 settembre - Juan Bautista Cambiaso, ammiraglio italiano († 1886)
- 15 settembre - Giuseppe Scarabelli, geologo, paleontologo e politico italiano († 1905)
- 16 settembre - Maddalena Montalban Comello, patriota italiana († 1869)
- 17 settembre - Émile Augier, poeta, drammaturgo e scrittore francese († 1889)
- 17 settembre - Tomás Mejía, militare messicano († 1867)
- 17 settembre - Earl Van Dorn, generale statunitense († 1863)
- 20 settembre - Gaetano Marzotto, imprenditore e politico italiano († 1910)
- 20 settembre - John Fulton Reynolds, generale statunitense († 1863)
- 27 settembre - Elizabeth Hay, duchessa di Wellington, nobildonna scozzese († 1904)
- 28 settembre - Peter Eskilsson, pittore e fotografo svedese († 1872)
- 28 settembre - Giuseppe Tavolotti, politico italiano († 1887)
- 29 settembre - Enrico di Borbone-Francia, re francese († 1883)
- 29 settembre - David Chiossone, letterato, drammaturgo e medico italiano († 1873)
- 29 settembre - Tommaso Masaracchio, rivoluzionario italiano († 1900)
- 29 settembre - Ivan Egorovič Zabelin, archeologo e storico russo († 1908)

## Ottobre(16)
- 3 ottobre - Carlo Arrivabene Valenti Gonzaga, politico italiano († 1874)
- 5 ottobre - Giovanmaria Scotti, patriota italiano († 1880)
- 6 ottobre - Charles Astor Bristed, scrittore statunitense († 1874)
- 6 ottobre - Jenny Lind, soprano svedese († 1887)
- 8 ottobre - Denis Gavini, politico e avvocato francese († 1916)
- 12 ottobre - Augusto de Gori Pannillini, imprenditore e politico italiano († 1877)
- 16 ottobre - Federico Albert, presbitero italiano († 1876)
- 16 ottobre - Giuliano Venturini, patriota e scrittore italiano († 1890)
- 17 ottobre - Giacinto Pacchiotti, medico, igienista e politico italiano († 1893)
- 17 ottobre - Édouard Roche, astronomo francese († 1883)
- 20 ottobre - Benjamin F. Cheatham, generale statunitense († 1886)
- 21 ottobre - Friedrich Christoph Wilhelm Alefeld, botanico e medico tedesco († 1872)
- 24 ottobre - Eugène Fromentin, pittore e scrittore francese († 1876)
- 25 ottobre - Lorenz Frølich, pittore, illustratore e fotografo danese († 1908)
- 30 ottobre - Giulio De Rolland, nobile e politico italiano († 1901)
- 30 ottobre - Giuseppe Antonio Pasquale, botanico e patriota italiano († 1893)

## Novembre(29)
- 1º novembre - Edward Clarke, pastore protestante britannico († 1912)
- 1º novembre - Eugenio Piva, disegnatore, cartografo e architetto italiano († 1903)
- 2 novembre - Angelo Messedaglia, economista, statistico e politico italiano († 1901)
- 2 novembre - Ventura Ruiz Aguilera, poeta spagnolo († 1881)
- 3 novembre - Anton Josef Gruscha, cardinale e arcivescovo cattolico austriaco († 1911)
- 4 novembre - Sebastiano De Luca, chimico, naturalista e politico italiano († 1880)
- 5 novembre - Kōnstantinos Simōnidīs, avventuriero e falsario greco († 1890)
- 6 novembre - Raffaello Foresi, letterato italiano († 1876)
- 6 novembre - Carlo Ponti, fotografo e ottico svizzero († 1893)
- 8 novembre - Luigi Bonati, politico italiano († 1895)
- 8 novembre - Birdsill Holly, ingegnere meccanico statunitense († 1894)
- 12 novembre - Enrico Gagliardi, politico italiano († 1891)
- 14 novembre - Lodovico Graziani, tenore italiano († 1885)
- 15 novembre - Ladislaus von Karnicki zu Karnice, diplomatico e nobile boemo († 1883)
- 15 novembre - Eduard von Litzelhofen, generale austriaco († 1882)
- 17 novembre - Josef Wilhelm von Gallina, generale austro-ungarico († 1883)
- 18 novembre - Theodor Kock, filologo classico tedesco († 1901)
- 20 novembre - Vincenzo Lombardi, patriota italiano († 1906)
- 22 novembre - Angelo Panzini, compositore e flautista italiano († 1886)
- 22 novembre - Katherine Plunket, nobildonna, illustratrice e supercentenaria irlandese († 1932)
- 24 novembre - Patrizio Gennari, scienziato e patriota italiano († 1897)
- 24 novembre - Gustav Karsten, fisico tedesco († 1900)
- 24 novembre - Hermann Ramberg, politico austriaco († 1899)
- 25 novembre - Victor Prosch, medico, veterinario e biologo danese († 1885)
- 26 novembre - Federico Guglielmo d'Assia-Kassel, principe († 1884)
- 27 novembre - Thomas Baines, artista e esploratore britannico († 1875)
- 28 novembre - Friedrich Engels, filosofo, sociologo e economista tedesco († 1895)
- 29 novembre - Maria Carolina di Borbone-Due Sicilie, principessa italiana († 1861)
- 30 novembre - Giuseppe Alasia, politico e prefetto italiano († 1893)

## Dicembre(25)
- 1º dicembre - Carlo Prinetti, politico e ingegnere italiano († 1911)
- 3 dicembre - Tommaso Abbate, politico e economista italiano († 1888)
- 3 dicembre - Thomas Beecham, imprenditore britannico († 1907)
- 3 dicembre - Xavier Montrouzier, botanico, entomologo e zoologo francese († 1897)
- 4 dicembre - Caroline Baron, religiosa francese († 1882)
- 6 dicembre - Alessandrina di Baden, principessa tedesca († 1904)
- 9 dicembre - Paul Eugène Bontoux, banchiere francese († 1904)
- 11 dicembre - Josefa Naval Girbés, beata spagnola († 1893)
- 12 dicembre - Carolina Coronado, scrittrice e attivista spagnola († 1911)
- 12 dicembre - Şevkefza Sultan, ottomana († 1889)
- 17 dicembre - Domenico Berti, saggista, politico e storico della filosofia italiano († 1897)
- 17 dicembre - Filippo Lussana, fisiologo italiano († 1897)
- 17 dicembre - Heinrich Müller, anatomista tedesco († 1864)
- 18 dicembre - Washington Duke, imprenditore e filantropo statunitense († 1905)
- 19 dicembre - Mary Livermore, giornalista e attivista statunitense († 1905)
- 21 dicembre - Luigi Griffini, politico e avvocato italiano († 1899)
- 22 dicembre - Stefan Subic, scultore e pittore austro-ungarico († 1884)
- 24 dicembre - Justin Clinchant, generale francese († 1881)
- 25 dicembre - Salvatore Calvino, patriota, militare e politico italiano († 1883)
- 25 dicembre - Theodor Wertheim, chimico austriaco († 1864)
- 25 dicembre - Eugenio di Württemberg, nobile tedesco († 1875)
- 29 dicembre - Pauline de Talleyrand-Périgord, nobile francese († 1890)
- 31 dicembre - Nikolaj Jakovlevič Afanas'ev, violinista e compositore russo († 1898)
- 31 dicembre - Helene Demuth, tedesca († 1890)
- 31 dicembre - Felix von Niemeyer, medico tedesco († 1871)

## Senza giorno specificato(65)
- Abdullah Pascià Dreni, militare ottomano († 1878)
- Arthur Adams, medico, naturalista e zoologo inglese († 1878)
- Leonzio Alishan, monaco cristiano, filologo e teologo armeno († 1901)
- Jules Andrieu, insegnante francese († 1884)
- Concepción Arenal, poetessa spagnola († 1893)
- Khadíjih-Bagum, iraniana († 1882)
- Amilcare Belotti, attore teatrale italiano († 1880)
- Gillis Bildt, nobile e politico svedese († 1894)
- Pasquale Borri, ballerino e coreografo italiano († 1884)
- Carlo Bruschi, militare e politico italiano († 1878)
- Robert O'Hara Burke, esploratore irlandese († 1861)
- Shen Baozhen, politico e militare cinese († 1879)
- Gabriele Carelli, pittore italiano († 1900)
- Felicita Casella, compositrice italiana
- Francesco Paolo Catucci, politico italiano († 1880)
- Thursday October Christian II, politico britannico († 1911)
- Stephen Clark Foster, politico statunitense († 1898)
- Frances Cowper, nobildonna inglese († 1880)
- John William Dawson, geologo e naturalista canadese († 1899)
- Émile Deroy, pittore francese († 1846)
- Jeanne Duval, haitiana († 1862)
- Stanislao Gatti, filosofo italiano († 1870)
- Joseph von Gerlach, medico tedesco († 1896)
- Carlo Giorgini, imprenditore e politico italiano († 1899)
- George Grove, musicologo inglese († 1900)
- Begum Hazrat Mahal, nobile indiana († 1879)
- Eduard Heinrich Henoch, medico tedesco († 1910)
- Eduard Herbst, politico austriaco († 1892)
- Marcus Kann, scacchista austriaco († 1886)
- Mohammad Azam Khan, emiro afghano († 1870)
- Ásíyih Khánum, nobile persiano († 1886)
- György Klapka, patriota ungherese († 1892)
- Samuel Kristeller, ginecologo tedesco († 1900)
- Henri Michel Lavoix, numismatico e bibliotecario francese († 1892)
- Ivan Davidovič Lazarev, generale russo († 1879)
- Vittorio Longhena, patriota italiano († 1890)
- Pietro Mancuso, politico italiano († 1888)
- Antonio Maraschi, gesuita italiano († 1897)
- Ludovico Marini, patriota italiano († 1888)
- Tomás Martínez, politico nicaraguense († 1873)
- Antonio Mattei, pasticciere italiano († 1885)
- Giovanni Moise, linguista, grammatico e scrittore italiano († 1888)
- Emanuele Mollica, pittore italiano († 1877)
- Leonardo Márquez, generale messicano († 1913)
- Nadar, fotografo francese († 1910)
- Nana Sahib, rivoluzionario indiano († 1859)
- Orso Maschio, condottiero nativo americano († 1874)
- Marco Pechenino, presbitero e grecista italiano († 1900)
- Carl Pichler von Deeben, poliziotto e militare austriaco († 1900)
- Pasquale Pozzi, imprenditore e politico italiano († 1871)
- Giovanni Quaquerini, compositore italiano († 1897)
- Fëdor Fëdorovič Radeckij, militare russo († 1890)
- Francesco Redenti, disegnatore e pittore italiano († 1876)
- Constantin Daniel Rosenthal, pittore e scultore austriaco († 1851)
- Christine Roux, attrice e modella francese († 1863)
- Andrea Scala, architetto italiano († 1892)
- Hans Egede Schack, scrittore danese († 1859)
- Luigi Seyssel d'Aix, politico italiano († 1880)
- Anna Temple-Nugent-Brydges-Chandos, attivista britannica († 1879)
- Henry Thompson, chirurgo inglese († 1904)
- Tunuslu Hayreddin Pascià, politico ottomano († 1890)
- Giotto Ulivi, presbitero italiano († 1892)
- Yakub Beg († 1877)
- Christaki Zoğrafos, banchiere greco († 1898)
- Edoardo de Launay, diplomatico italiano († 1892)